# Martin Kastengren
Johan Martin Kastengren, född 7 juni 1891 i Eskilstuna, död 22 februari 1972, var en svensk diplomat.

## Biografi
Kastengren var son till prosten August Kastengren (1854-1935) och Karolina Mellin. Han diplomerades från Handelshögskolan i Stockholm 1912 och tog juris kandidatexamen 1916. Han arbetade som biträdande jurist på advokatbyrå i Stockholm 1916-1917 och blev attaché vid Utrikesdepartementet (UD) 1917. Kastengren tjänstgjorde vid generalkonsulatet i New York 1918, var vicekonsul vid UD 1923 (tillförordnad 1919), förste legationssekreterare i Bern 1923 och förste sekreterare vid UD 1924. Han hade därefter särskilt uppdrag för utarbetningen av förordningar och instruktioner för utrikesrepresentationen 1925-1928 och var chef UD:s juridiska byrå 1930 (tillförordnad 1928). Kastengren var generalkonsul i Calcutta 1931, New York 1935, var envoyé i Peru 1945 (även anställd i Bolivia och Ecuador), Australien och Nya Zeeland 1951-1957.
Kastengren var juridisk hedersdoktor vid Upsala College, New Jersey. Han gifte sig 1922 med Gunny Jepson (född 1893), dotter till handläggare Gunnar Jepson och Anna Jepson. Kastengren var kusin till före detta VD:n i Svenska AB Philips Herbert Kastengren (född 1896).

## Utmärkelser
Kastengrens utmärkelser:
- Kommendör med stora korset Nordstjärneorden (KmstkNO)
- Storkorset av Perus förtjänstorden Al Merito (StkPeruAM)
- 2. klass av Japanska Uppgående solens förtjänstorden (JUSO2kl)
- Storofficer av Ungerska republikens Förtjänstorden (StOffUngRFO)
- Kommendör av Franska Svarta stjärnorden (KFrSvSO)
- Kommendör av Norska Sankt Olavsorden (KNS:tOO)
- Kommendör av Spanska civilförtjänstorden (KSpCfO)
- Officer av Belgiska Kronorden (OffBKrO)
- Officer av Ungerska förtjänstorden (OffUngFO)